# Керкопи
Керкопи (грч. Κέρκωπες, плурал од Κέρκωψ) су у грчкој митологији били браћа, пар људи налик мајмунима, лопови који су ојадили земљу Лидију у Анатолији.

## Етимологија
Њихово име значи „лица с перчинима“.

## Митологија
Били су синови Океаниде Теје, која их је саветовала да се чувају јунака Мелампига. Превод овог имена је „црногузи“. При томе их је мајка назвала „белогузима“ и тај атрибут је означавао похлепног човека, кукавицу и простака, јер су браћа била позната по својим преварама и лажима. Међутим, они нису схватили речи своје мајке све док нису срели Херакла. Херакле је спавао покрај пута близу Ефеса или Термопила (где се налазила тзв. стена „Црна задњица“, мада је град Керкопија, зборно место ових бића био у Азији) и они су покушали да му украду оружје. Том приликом су се претворили у зунзаре. Међутим, наловио их је и натерао да поврате свој лик. Онда их је везао и пребацио преко рамена, тако да су иза његових леђа висили наопачке. Тада су угледали његову задњицу коју лавља кожа није покривала и схватили да је он тај „црногузи“. Задљица му је била изгорела од Сунца или од даха Кака или критског бика. Тада су почели да се смеју и збијају шале, па су развеселили и самог Херакла, кога су успели да наговоре да их пусти. Наставили су са својим подвалама и крађама, све док нису навукли Зевсов гнев који их је окаменио или претворио у мајмуне. У овом другом случају, Зевс је њима населио острва која затварају Напуљски залив и која су добила назив Питекузе (Острва мајмуна).
Помињали су их Аполодор, Диодор, Херодот и Овидије у „Метаморфозама“. Њихов број је најчешће два, али им се имена разликују код различитих аутора; Олен (или Ол) и Еурибат, Сил и Трибал, Пасал и Аклемон (или Акмон), Андул или Кандул и Атлант, али је Диодор помињао да их је било велики број. У том случају, Херакле је неке убио, а неке предао Омфали.

## Тумачење
Сматрани су злодусима који су доносили варљиве и злосутне снове, а могли су се отерати призивањем Херакла, који је имао власт над морама. Најпре су били представљани као једноставни духови (cercops), али су касније у уметности представљани као мајмуни (cercopithecoi), највероватније јер се Херакле доводио у везу са Гибралтаром, где се према предању, налазио један његов стуб, а из тих крајева су Картагињани трговци доносили мајмуне као кућне љубимце грчким и римским дамама. Изгледа да су мајмуни били чести на острвима које су Грци називали Питекузе, а чије име подсећа на реч pithoi, што значи „врчеви“, који су се на тим острвима производили.